# Faronta tetera
Faronta tetera är en fjärilsart som beskrevs av Smith 1902. Faronta tetera ingår i släktet Faronta och familjen nattflyn. Inga underarter finns listade i Catalogue of Life.